# Кодекс из Райхенау
Аугианский кодекс (лат. Codex Augiensis, условное обозначение Fp или 010) — одна из древнейших рукописей Нового Завета на греческом и латинском языках, датируемая началом IX века. Кодекс состоит из 136 пергаментных листов и происходит из монастыря Райхенау.

## Особенности рукописи
Аугианский кодекс написан на пергаменте; размер листа — 23 на 19 см. Текст на листе расположен в две колонки. Левую колонку каждого разворота занимает греческий текст; правую — латинский перевод.
Рукопись представляет, как и Клермонтский кодекс, западный тип текста. Текст рукописи отнесен к II категории Аланда.

## Состав
Аугианский кодекс содержит Послания апостола Павла, но некоторые их части текста потеряны (Рим 1,1-3,19; 1 Кор 3,8-16; 6,7-14; Кол 2,1-8; Филем. 21-25; Евреям).

## История
Палеографически кодекс, по единодушному мнению исследователей, датируется началом IX века.
Сегодня рукопись хранится в Кембридже, в библиотеке колледжа Св. Троицы (B. XVII. 1).